# 小行星6309
小行星6309（6309 Elsschot）是一颗绕太阳运转的小行星，为主小行星带小行星。该小行星于1990年3月2日发现。

## 轨道参数
小行星6309的轨道半长轴为3.0047076 UA，离心率为0.055。